# Coquihalla Summit Recreation Area
Die Coquihalla Summit Recreation Area ist eine Provincial Recreation Area, die sich um den Coquihalla Summit herum erstreckt. Sie umfasst 5750 Hektar bewaldeter Berghänge, die sich vom Portia Peak im Südwesten bis zu den Coquihalla Lakes im Nordosten erstrecken. Es ist eine der zwei Recreation Areas in British Columbia; die andere ist die Kettle River Recreation Area.

## Beschreibung
Das Erholungsgebiet wurde am 4. September 1987 mit dem Ziel eingerichtet, die Übergangszone zwischen den feuchteren Küstenregionen und dem trockeneren südlichen Landesinneren der Provinz zu schützen. Außerdem bietet es Reisenden die Möglichkeit, Granitgipfel, Wildtiere und historische Sehenswürdigkeiten wie die Kettle Valley Railway und den alten Coquihalla Highway zu besichtigen, die beide früher durch das Gebiet verliefen.